# Quận Cheyenne, Colorado
Quận Cheyenne là thứ năm ít nhất là mật độ dân số trong số 64 quận của tiểu bang Colorado của Hoa Kỳ. Dân số của quận đạt mức 2231 theo cuộc điều tra dân số Hoa Kỳ năm 2000 2. Quận lỵ là Cheyenne Wells6.

## Lịch sử
Quận Cheyenne đã được tạo ra với biên giới hiện tại bởi cơ quan lập pháp bang Colorado vào ngày 25 tháng 3 năm 1889, trong phần đông bắc quận Bent và quận Elbert đông nam. Nó được đặt theo tên người da đỏ Cheyenne những người sống ở miền đông Colorado.

## Địa lý
Theo Cục Điều tra Dân số Hoa Kỳ, quận có tổng diện tích là 1.781 dặm vuông (4,612.8 km2), tất cả đều là diện tích đất.

## Các quận lân cận
- Quận Kit Carson - (phía Bắc)
- Quận Wallace, Kansas - phía đông
- Quận Greeley, Kansas - đông nam
- Quận Lincoln, Colorado - (tây)
- Quận Kiowa - (phía Nam)